# Timothy (Schildkröte)

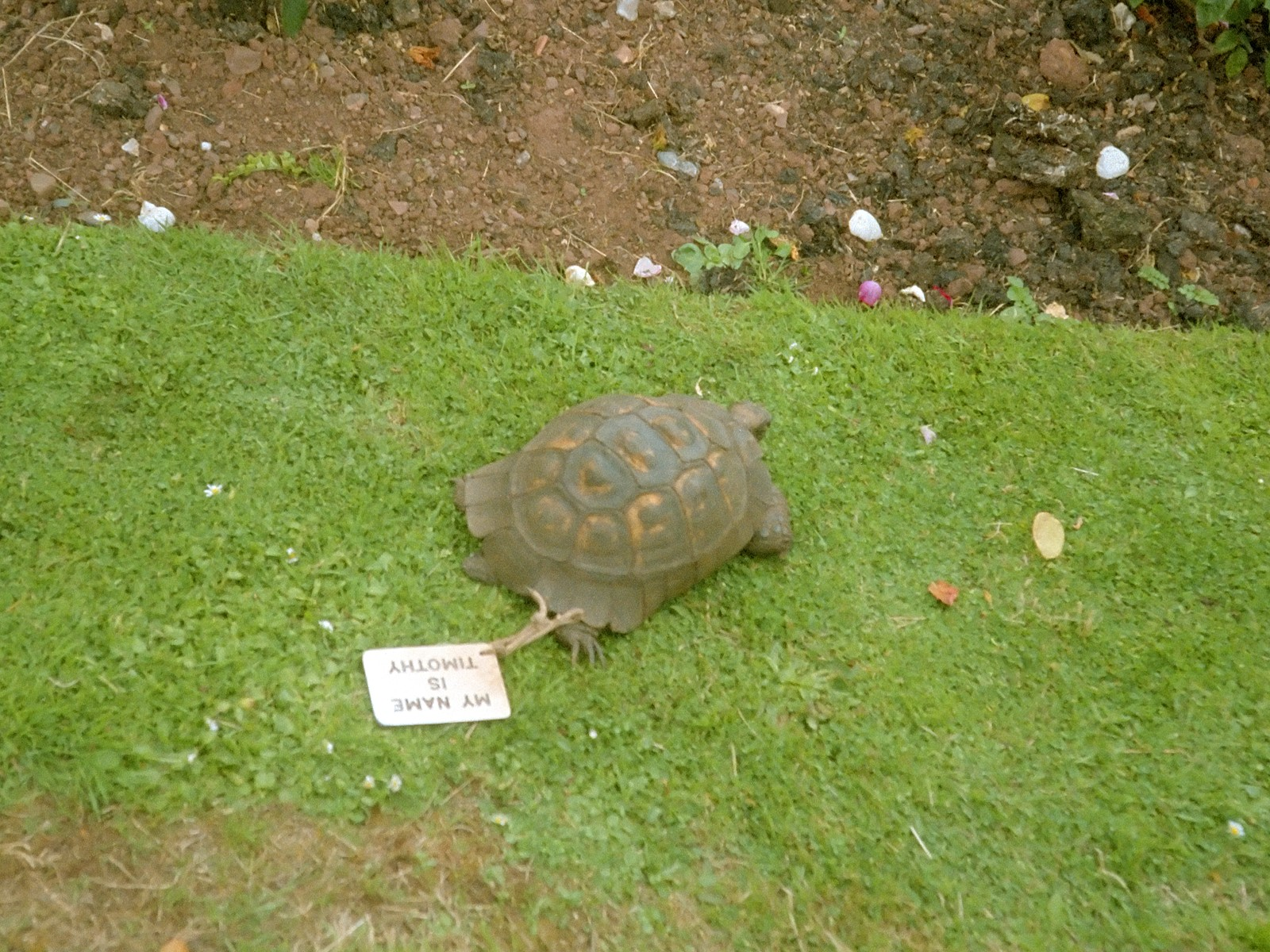
Timothy, 1993

Timothy (* um 1844; † 4. April 2004 auf Schloss Powderham bei Exeter) war eine Schildkröte und Maskottchen des britischen Militärs. Das weithin berühmte Reptil war auch als Timothy the Tortoise (Timothy die Landschildkröte) bekannt.

## Leben
Die Maurische Landschildkröte Timothy wurde 1854 von Captain John Courtenay Everard, R.N., auf einem geenterten portugiesischen Freibeuter gefunden und reiste seitdem als Maskottchen auf der HMS Queen, einem Schiff, das 1854 im Krimkrieg eingesetzt wurde und Sewastopol mit Artillerie bombardierte.
Später wechselte Timothy auf die Fregatte HMS Princess Charlotte und die HMS Nankin. 1892 wurde Timothy William Courtenay, 9. Earl of Devon, überlassen, in dessen Rosengarten auf Schloss Powderham die Schildkröte seit 1935 beheimatet war. 
Als 1926 versucht wurde, Timothy zu paaren, wurde festgestellt, dass die Schildkröte weiblich war. Trotz dieser nützlichen Erkenntnis blieben alle Paarungsversuche erfolglos. Der Tatsache zum Trotz, dass die Schildkröte weiblich war, änderte der damalige Earl of Devon den Namen Timothy nicht und verwendete sogar weiterhin das männliche Pronomen he in Bezug auf das Tier.
An der Unterseite ihres Panzers war das Familienmotto eingeritzt, das auf Edward Courtenay, 1. Earl of Devon zurückgehen soll, der als Kind im Tower inhaftiert war: Where have I fallen? What have I done? („Wohin bin ich gefallen? Was habe ich getan?“). 
Die Briten verehrten die Schildkröte als „ältesten Briten“. Für ihre Dienste als Maskottchen der Marine wurde Timothy mit verschiedenen Medaillen und Orden geehrt.
Timothy wurde nachgesagt, menschliche Stimmen erkennen bzw. unterscheiden zu können.
In den letzten Jahren trug das Tier ein kleines Schild, auf dem der folgende Hinweis zu lesen war: My name is Timothy. I am very old – please do not pick me up. („Mein Name ist Timothy. Ich bin sehr alt – bitte hebe mich nicht auf.“)
In ihrem letzten Lebensjahr erschien die Schildkröte nach dem Winterschlaf wie üblich im Februar, litt jedoch an Erkältungen, die sich zu Atemproblemen entwickelten. Timothy starb in der Nacht zum 4. April 2004 im Alter von etwa 160 Jahren im Garten von Schloss Powderham, wo auch ihre Grabstelle liegt.